# République de Lanfang

Drapeau de la République de Lanfang

La République de Lanfang (chinois : 蘭芳共和國; pinyin : Lánfāng Gònghéguó) est le nom que se donnait un kongsi fondé en 1777 par des mineurs hakka menés par Luo Fangbo dans l'actuelle province indonésienne de Kalimantan occidental, et finalement soumis en 1884 par le gouvernement colonial des Indes néerlandaises.